# Mézières-sur-Oise
Mézières-sur-Oise település Franciaországban, Aisne megyében. Lakosainak száma 508 fő (2022. január 1.). Mézières-sur-Oise Berthenicourt, Châtillon-sur-Oise, Itancourt, Séry-lès-Mézières és Sissy községekkel határos.

## Népesség
A település népességének változása:
| Lakosok száma | 525  | 603  | 569  | 540  | 534  | 520  | 516  | 513  | 511  | 508  |
|               | 1968 | 1982 | 1990 | 2006 | 2013 | 2015 | 2017 | 2019 | 2020 | 2022 |